# Froideterre
Froideterre település Franciaországban, Haute-Saône megyében. Lakosainak száma 365 fő (2022. január 1.). Froideterre Saint-Germain, Lure, La Neuvelle-lès-Lure és Roye községekkel határos.

## Népesség
A település népességének változása:
| Lakosok száma | 344  | 367  | 380  | 371  | 373  | 370  | 368  | 364  | 365  |
|               | 2013 | 2015 | 2016 | 2017 | 2018 | 2019 | 2020 | 2021 | 2022 |